# آفونو
آفونو (به انگلیسی: Afono) یک منطقهٔ مسکونی در ایالات متحده آمریکا است که در ساموآی آمریکا واقع شده‌است. آفونو ۳ کیلومتر مربع مساحت و ۶۰۱ نفر جمعیت دارد و ۲۶ متر بالاتر از سطح دریا واقع شده‌است.